# Llista de topònims de Sant Jaume de Llierca
Llista de topònims (noms propis de lloc) del municipi de Sant Jaume de Llierca, a la Garrotxa
Informació actualitzada per un bot. Els canvis manuals es perdran quan s'actualitzi!

## curs d'aigua
| imatge | Nom     | Ubicat a                                                                         | instància de | Detalls                                                 | coordenades                                                                                               | Protecció | Commons (més fotos) | Dades a WD                    |
| ------ | ------- | -------------------------------------------------------------------------------- | ------------ | ------------------------------------------------------- | --- | --------- | ------------------- | ----------------------------- |
|        | Fluvià  | Comarques gironines província de Girona                                          | curs d'aigua | Desemboca: mar Mediterrània Llarg: 70km Conca: 973.8km² | 42° 05′ 36″ N, 2° 27′ 33″ E / 42.0934°N,2.4591°E 42° 12′ 07″ N, 3° 06′ 38″ E / 42.2019°N,3.1106°E 2 msnm  |           | Fluvià              | Modifica les dades a Wikidata |
|        | Llierca | la Vall de Bianya Montagut i Oix Sales de Llierca Tortellà Sant Jaume de Llierca | curs d'aigua | Desemboca: Fluvià                                       | 42° 15′ 53″ N, 2° 22′ 36″ E / 42.264691°N,2.376651°E 42° 12′ 39″ N, 2° 36′ 43″ E / 42.210754°N,2.611838°E |           | Llierca River       | Modifica les dades a Wikidata |

## entitat singular de població
| imatge | Nom                   | Ubicat a              | instància de                                                                   | Detalls | coordenades                                                       | Protecció | Commons (més fotos) | Dades a WD                    |
| ------ | --------------------- | --------------------- | ------------------------------------------------------------------------------ | ------- | ----------------------------------------------------------------- | --------- | ------------------- | ----------------------------- |
|        | Can Coma              | Sant Jaume de Llierca | entitat singular de població                                                   | 47 hab  | 42° 12′ 36″ N, 2° 35′ 20″ E / 42.21012701°N,2.58901162°E 218 msnm |           |                     | Modifica les dades a Wikidata |
|        | Sant Jaume de Llierca | Sant Jaume de Llierca | entitat singular de població ens local històric de Catalunya capital municipal | 792 hab | 42° 12′ 36″ N, 2° 35′ 38″ E / 42.20988°N,2.59393°E 202 msnm       |           |                     | Modifica les dades a Wikidata |
|        | l'Hostalnou           | Sant Jaume de Llierca | entitat singular de població                                                   | 12 hab  | 42° 12′ 48″ N, 2° 36′ 11″ E / 42.2134189°N,2.60312898°E 229 msnm  |           |                     | Modifica les dades a Wikidata |

## masia
| imatge | Nom                    | Ubicat a              | instància de | Detalls | coordenades                                                         | Protecció | Commons (més fotos) | Dades a WD                    |
| ------ | ---------------------- | --------------------- | ------------ | ------- | ------------------------------------------------------------------- | --------- | ------------------- | ----------------------------- |
|        | Ca n'Illa              | Sant Jaume de Llierca | masia        |         | 42° 12′ 20″ N, 2° 35′ 19″ E / 42.20567222°N,2.58866111°E 213 msnm   |           |                     | Modifica les dades a Wikidata |
|        | Cal Revisor            | Sant Jaume de Llierca | masia        |         | 42° 13′ 13″ N, 2° 35′ 05″ E / 42.2203288098767°N,2.58476403954405°E |           |                     | Modifica les dades a Wikidata |
|        | Can Coma               | Sant Jaume de Llierca | masia        |         | 42° 12′ 34″ N, 2° 35′ 15″ E / 42.2095°N,2.58756°E 207 msnm          |           |                     | Modifica les dades a Wikidata |
|        | Can Costica            | Sant Jaume de Llierca | masia        |         | 42° 12′ 40″ N, 2° 35′ 31″ E / 42.211240163464°N,2.59193498811088°E  |           |                     | Modifica les dades a Wikidata |
|        | Can Ferriol            | Sant Jaume de Llierca | masia        |         | 42° 13′ 18″ N, 2° 35′ 19″ E / 42.2216212964396°N,2.58853602148422°E |           |                     | Modifica les dades a Wikidata |
|        | Can Galceran           | Sant Jaume de Llierca | masia        |         | 42° 11′ 49″ N, 2° 35′ 33″ E / 42.196940041837°N,2.59247514927827°E  |           |                     | Modifica les dades a Wikidata |
|        | Can Jepet              | Sant Jaume de Llierca | masia        |         | 42° 12′ 59″ N, 2° 35′ 57″ E / 42.2165072196056°N,2.59913424460228°E |           |                     | Modifica les dades a Wikidata |
|        | Can Morranyà           | Sant Jaume de Llierca | masia        |         | 42° 11′ 42″ N, 2° 35′ 21″ E / 42.19512222°N,2.58907222°E 433 msnm   |           |                     | Modifica les dades a Wikidata |
|        | Can Roca               | Sant Jaume de Llierca | masia        |         | 42° 12′ 34″ N, 2° 36′ 05″ E / 42.2095709379349°N,2.60131026128768°E |           |                     | Modifica les dades a Wikidata |
|        | Can Sorribes           | Sant Jaume de Llierca | masia        |         | 42° 12′ 36″ N, 2° 35′ 19″ E / 42.2101°N,2.58862°E 218 msnm          |           |                     | Modifica les dades a Wikidata |
|        | Can Valent             | Sant Jaume de Llierca | masia        |         | 42° 13′ 18″ N, 2° 35′ 36″ E / 42.2216924870386°N,2.59334594592221°E |           |                     | Modifica les dades a Wikidata |
|        | Casa Nova d'en Costica | Sant Jaume de Llierca | masia        |         | 42° 13′ 00″ N, 2° 35′ 14″ E / 42.2167533072573°N,2.58725910720054°E |           |                     | Modifica les dades a Wikidata |
|        | el Pontí               | Sant Jaume de Llierca | masia        |         | 42° 13′ 35″ N, 2° 35′ 07″ E / 42.2263110819936°N,2.58534284185177°E |           |                     | Modifica les dades a Wikidata |
|        | el Torrent             | Sant Jaume de Llierca | masia        |         | 42° 13′ 20″ N, 2° 35′ 47″ E / 42.2221800824218°N,2.5962508818766°E  |           |                     | Modifica les dades a Wikidata |
|        | l'Aulina               | Sant Jaume de Llierca | masia        |         | 42° 13′ 18″ N, 2° 36′ 06″ E / 42.2218°N,2.60159°E 246 msnm          |           |                     | Modifica les dades a Wikidata |
|        | la Cabanya             | Sant Jaume de Llierca | masia        |         | 42° 13′ 32″ N, 2° 35′ 38″ E / 42.2256036188814°N,2.59402366650437°E |           |                     | Modifica les dades a Wikidata |
|        | la Capelleta           | Sant Jaume de Llierca | masia        |         | 42° 12′ 13″ N, 2° 35′ 42″ E / 42.2036942532578°N,2.59486654005594°E |           |                     | Modifica les dades a Wikidata |

## pont
| imatge | Nom                | Ubicat a              | instància de | Detalls                           | coordenades                                                         | Protecció | Commons (més fotos) | Dades a WD                    |
| ------ | ------------------ | --------------------- | ------------ | --------------------------------- | ------------------------------------------------------------------- | --------- | ------------------- | ----------------------------- |
|        | Pont del Cementiri | Sant Jaume de Llierca | pont         | Travessa: Autovia Pirinenca       | 42° 12′ 57″ N, 2° 36′ 13″ E / 42.2156944447447°N,2.60368277147191°E |           |                     | Modifica les dades a Wikidata |
|        | Pont del Llierca   | Sant Jaume de Llierca | pont         | Travessa: Llierca Hi passa: N-260 | 42° 12′ 48″ N, 2° 36′ 39″ E / 42.213287306838°N,2.61085792701293°E  |           |                     | Modifica les dades a Wikidata |

## Misc
| imatge | Nom                                        | Ubicat a              | instància de         | Detalls                           | coordenades                                                         | Protecció                                            | Commons (més fotos)               | Dades a WD                    |
| ------ | ------------------------------------------ | --------------------- | -------------------- | --------------------------------- | ------------------------------------------------------------------- | ---------------------------------------------------- | --------------------------------- | ----------------------------- |
|        | Forn de calç de Sant Jaume de Llierca      | Sant Jaume de Llierca | forn de calç         | Estil: arquitectura popular       | 42° 12′ 22″ N, 2° 36′ 10″ E / 42.206073°N,2.60278°E                 | bé integrant del patrimoni cultural català           |                                   | Modifica les dades a Wikidata |
|        | Granges d'en Bosc                          | Sant Jaume de Llierca | granja               |                                   | 42° 13′ 37″ N, 2° 35′ 18″ E / 42.2268620533518°N,2.58828386904325°E |                                                      |                                   | Modifica les dades a Wikidata |
|        | Pla de Politger II                         | Sant Jaume de Llierca | jaciment arqueològic |                                   | 42° 13′ 18″ N, 2° 35′ 14″ E / 42.221595°N,2.587094°E                | bé integrant del patrimoni cultural català           |                                   | Modifica les dades a Wikidata |
|        | Polígon industrial Pla de Poliger          | Sant Jaume de Llierca | polígon industrial   |                                   | 42° 12′ 56″ N, 2° 35′ 25″ E / 42.2155666999228°N,2.59039267714749°E |                                                      |                                   | Modifica les dades a Wikidata |
|        | casa consistorial de Sant Jaume de Llierca | Sant Jaume de Llierca | casa consistorial    |                                   | 42° 12′ 45″ N, 2° 36′ 25″ E / 42.2125956°N,2.6070721°E              |                                                      |                                   | Modifica les dades a Wikidata |
|        | corral de Can Roca                         | Sant Jaume de Llierca | cabana               |                                   | 42° 12′ 36″ N, 2° 36′ 05″ E / 42.2099583273538°N,2.60134416896779°E |                                                      |                                   | Modifica les dades a Wikidata |
|        | església de Sant Jaume de Llierca          | Sant Jaume de Llierca | església             | Estil: historicisme arquitectònic | 42° 12′ 46″ N, 2° 36′ 32″ E / 42.212799°N,2.608785°E 202 msnm       | bé integrant del patrimoni cultural català           | Església de Sant Jaume de Llierca | Modifica les dades a Wikidata |
|        | resclosa de Sant Jaume de Llierca          | Sant Jaume de Llierca | resclosa             |                                   | 42° 12′ 30″ N, 2° 35′ 29″ E / 42.2083°N,2.5914°E                    |                                                      |                                   | Modifica les dades a Wikidata |
|        | torre de vigilància                        | Sant Jaume de Llierca | torre de sentinella  |                                   |                                                                     | bé d'interès cultural bé cultural d'interès nacional |                                   | Modifica les dades a Wikidata |